# Antona quadrifascia
Antona quadrifascia är en fjärilsart som beskrevs av Rothschild 1912. Antona quadrifascia ingår i släktet Antona och familjen björnspinnare. Inga underarter finns listade i Catalogue of Life.